# Вавилонская медицина
Вавилонская медицина — медицина в Вавилоне. Древневавилонские врачи составляли особый социальный слой. Вавилонская медицина была тесно связана с религией.

## Связь с религией
Многие способы лечения были связаны с магическими и религиозными ритуалами, некоторые болезни считались вызванными гневом богов. До середины 2-го тысячелетия до н. э. вавилонская медицина одинаково часто использовала и практические, и магические методы лечения, но затем стали чаще использоваться магические. Лечение всегда осуществлялось под покровительством кого-либо из вавилонского пантеона богов.
Покровительницей врачевания была богиня Гула, узнавшая от высшей троицы богов (Ану, Энлиль и Эа) тайны врачевания. Троица богов — Иштар, Син и Шамаш — имели непосредственное отношение к медицине, будучи богами утренней звезды, Луны и Солнца, соответственно. В частности, согласно поверью, изображение Иштар могло исцелить больного. Бог Нергал управлял инфекциями и лихорадками, по поверьям, он мог или сдерживать эти болезни, или, если его гневали люди, наоборот — насылать их.

## Способы лечения
Если врач решал, что болезнь вызвана естественными причинами и надеялся на успех, он прописывал пациенту нужные лекарства. Если он считал, что не сможет одолеть болезнь, то просто не пытался лечить больного. Как правило, при лечении врачи-практики делали положительные прогнозы (примеры: «я могу тебя вылечить», «ты выздоровеешь»). Врачи-маги наоборот, делали отрицательные (примеры: «болезнь не покинет тебя», «ты не выздоровеешь» и т. д.) Рецепты лекарств записывались на клинописные таблички, причём по состоянию на 2015 год расшифрованы не все из них. Главной целью врачей-практиков было уменьшение боли, целью врачей-магов — излечение больного.
В рецептах использовалось множество растений, минералов и продуктов животного происхождения. Для лечения использовались все части растений, в том числе семена и корни. Из растений часто использовались: листья и плоды фиников, горох, лук, огурцы, салат-латук и чеснок. Среди используемых продуктов животного происхождения использовались: мёд, раковины моллюсков, кровь, экскременты, топленое масло, кожи овец и козлов, рыбий жир и т. д.. Использовались разнообразные лекарственные формы — таблетки, свечи, тампоны, мази и порошки.
Врач-маг вместо любых лекарств связывал причину любой болезни с влиянием того или иного божества и пытался связаться с этим божеством и добиться прощения больного. Делая отрицательный прогноз, врач-маг даже не начинал лечение и покидал больного.
Древневавилонским врачам не были известны хирургические способы лечения зубов, они лишь помогали больным уменьшить боль при помощи анестезирующих паст и мастики из трав.